# Втрати 63-ї окремої механізованої бригади
У статті описано обставини загибелі бійців 63-ї окремої механізованої бригади.

## Обставини втрат

### 2022
- 19 серпня 2022 — Калагурський Богдан Петрович, капітан, командир 1 роти, 106 омб. Загинув у бою за село Благодатне Миколаївської області.[1]
- 30 вересня 2022 — Володимир Стецько, солдат-радіотелефоніст гаубичної самохідно-артилерійської батареї.[2]
- листопад 2022 — Красівов Микола, командир механізованого батальйону.[3]
- 25 грудня 2022 — Мельницький Андрій Русланович, 107-й батальйон.[4]

### 2023
- 29 січня 2023 — Нусер Михайло «Лютий», сержант. Загинув біля села Іванівське на Донеччині.[5]
- 9 лютого 2023 - Назарій Шимків, 32 роки. Старший солдат, 2 відділення кулеметного взводу 3 стрілецької роти, позивний «Снайпер». Загинув  біля н.п. Сакко і Ванцетті на Донеччині[6].
- 21 квітня 2023 — Гукало Василь Михайлович, солдат, командир розвідувального взводу 106 батальйон, Герой України.
- 30 червня 2023 - Польний Тарас Вікторович, 33 роки. Солдат, оператор-радіотелефоніст 1-го відділення розвідувального взводу. Загинув  під час виконання бойового завдання на Донеччині[7].
- 30 червня 2023  - Лаб’як Віктор Мирославович, 48 років. Старший лейтенант. Загинув у районі н.п. Роздолівка  Донецької області[8].
- 4 вересня 2023 - Марущак Ігор Миколайович. Загинув біля н.п. Діброва Луганської обл[9].
- 22 жовтня 2023 - Богдан Червінський, 37 років. Молодший лейтенант, командир кулеметного взводу стрілецької роти. Загинув поблизу н.п.  Новокалинове Покровського району Донецької області[10].

### 2024
- 28 січня 2024 - Чемляк Олександр Леонідович, сержант. Помер від серцевої недостатності, перебуваючи у відпустці[11].
- 22 лютого 2024 - Швак Володимир Романович, 51 рік. Солдат. Помер від важкого поранення у лікарні м. Вінниці[12].
- 1 травня 2024 — Кучма Роман. Загинув на Донеччині.[13]
- 9 травня 2024 - Страхоцький Сергій Миколайович, 32 роки. Старший солдат. Помер  року внаслідок поранення, яке отримав 22 березня 2023 року під час виконання бойового завдання у місті Часів Яр на Донеччині[14].
- 23 серпня 2024 - Володимир Дорожко, 48 років. Механік-водій. Загинув в районі н.п. Діброва на Луганщині[15].
- 25 листопада 2024 - Турко Анатолій Іванович, 47 років. Солдат, кулеметник 2 стрілецького відділення 1 стрілецького взводу 2 стрілецької роти. Життя воїна раптово обірвалось  року в н.п. Озерне Краматорського району Донецької області[16].
- 11 грудня 2024 - Дубовий Роман Микитович, 46 років. Солдат, гранатометник. Помер перебуваючи на лікуванні після важкого поранення, отриманого внаслідок бойових дій на Донеччині, в міській клінічній лікарні № 11 міста Одеси[17].

### 2025
- 12 січня 2025 — Коваль Михайло Олегович, комбат 55 ОСБ. 1990. Загинув в селищі Ямпіль Донецької області внаслідок попадання FPV-дрона в автомобіль.[18][19][20][21]
- 12 січня 2025 — Ковальський Володимир, начальник артилерії 55 ОСБ.[18][19]
- 12 січня 2025 — Стащук Роман. Водій 55 ОСБ.[18][19]
- 25 березня 2025 — Жинко Ігор. 3.08.1990, м. Львів.[22]
- 11 квітня 2025 — Качаненко Володимир Олександрович, солдат, стрілець стрілецького батальйону. Помер в лікарні міста Чортків внаслідок поранення, отриманого 25 лютого 2025 року  внаслідок ворожого танкового обстрілу поблизу села Торське Краматорського району Донецької області. Перебував на лікуванні у Дніпрі, Києві та Тернополі, тривалий час був у комі[23].
- 27 липня 2025 - Стець Віталій Вадимович, солдат. Загинув внаслідок атаки FPV дрона. Поблизу села Торське Краматорського району Донецької області. Від отриманих травм помер на місці.